# Motandra
Motandra là chi thực vật có hoa trong họ Apocynaceae.